# جون دروري كلارك
جون دروري كلارك (بالإنجليزية: John D. Clark)‏ هو كيميائي وكاتب أمريكي، ولد في 15 أغسطس 1907 في فيربانكس في الولايات المتحدة، وتوفي في 6 يوليو 1988 في نيوجيرسي في الولايات المتحدة.